# Tintin et le Mystère de la Toison d'or
Pour les articles homonymes, voir Tintin (homonymie), Mystère et Toison d'or (homonymie).
Série Tintin en prises de vues réelles
Tintin et les Oranges bleues
(1964)
Pour plus de détails, voir Fiche technique et Distribution.
Tintin et le Mystère de la Toison d’or est un film franco-belge de Jean-Jacques Vierne, sorti en 1961.
Premier film inspiré des Aventures de Tintin en prises de vues réelles, il s'appuie sur un scénario original.

## Synopsis

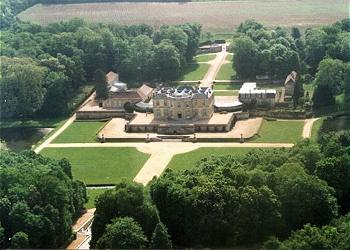
Le château de Moulinsart dans le film.

À Moulinsart, le capitaine Haddock reçoit une lettre annonçant la mort d'un vieil ami, Thémistocle Paparanic, qui lui laisse en héritage son navire La Toison d'or, amarré à quai au port d'Istanbul. Haddock se rend en Turquie avec Tintin et Milou et découvre que La Toison d'or est un vieux cargo délabré et sans grande valeur. Anton Karabine, un mystérieux homme d'affaires, arrive sur le port en compagnie de plusieurs hommes et offre d'abord au capitaine 400 000 livres turques, puis 600 000 et plus tard 900 000 en insistant pour acquérir le navire.
Intrigués par tant d'intérêt, Tintin et Haddock font des recherches sur les proches de Paparanic, pour apprendre que, des années auparavant, lui et son équipage ont fait un coup d'État au Tétaragua (pays fictif d'Amérique latine inspiré du Nicaragua) et y ont occupé le pouvoir durant huit ou onze jours (selon les protagonistes…). Chassés du pays, Paparanic et ses acolytes se sont enfuis avec l'or de la banque centrale.
Tintin et Haddock se retrouvent confrontés à de nombreux gangsters qui leur tendent des pièges. Après la découverte par Haddock, au dos d'une étiquette d'une bouteille d'alcool, d'un plan indiquant le lieu où est immergé un coffre au trésor, ils partent à sa recherche près d'une île. Tintin plonge et repêche un coffre. Karabine le vole et s'enfuit en hélicoptère, mais l'engin, piloté par Tintin, piège Karabine qui ouvre une trappe et le coffre tombe dans la mer par 2 400 mètres de fond.
Tintin et ses amis finissent par découvrir que le trésor se trouve en fait à bord du navire : grâce à son pendule, Tournesol détecte que la main courante, constituée de barres peintes en vert formant le bastingage, est en or. Le coffre ne contenait que les barres en cuivre de l'ancien bastingage.
De retour à Moulinsart, le capitaine Haddock reçoit une médaille par la poste pour avoir restitué l'or au gouvernement du Tétaragua. Une fanfare arrive dans la cour du château.

## Fiche technique
- Titre original : Tintin et le Mystère de la Toison d'or
- Réalisation : Jean-Jacques Vierne, assisté de Pierre Lary
- Scénario : André Barret, Remo Forlani avec la collaboration de René Goscinny[1]
- Adaptation et dialogues : André Barret et Rémo Forlani
- Décors : Philippe Ancellin, Marilène Aravantino, Jean-Pierre Thévenet
- Maquillages : Serge Goffe
- Photographie : Raymond Lemoigne ; Alain Boisnard (vues sous-marines)
- Son : Guy Villette
- Montage : Leonide Azar, assisté de Madeleine Bibollet
- Musique : André Popp (bande originale publiée sur 45 tours Philips 432.732 BE, 1962[2])
- Production : André Barret ; Michel Canello et Chantal Riviere (co-production)
- Sociétés de production : APC (Alliance de production cinématographique, France)[3], Telfrance[3], Union cinématographique[1] (France/Belgique)
- Sociétés de distribution : Splendor Films[4] (France), Pathé Films[3] (France), Roissy Films[3] (vente à l'étranger)
- Pays d'origine :  France,  Belgique
- Langue originale : français
- Genre : aventures, comédie, action
- Format : couleur (Eastmancolor) — 35 mm — 1.66  — son monophonique (Western Electric Company) format standard
- Durée : 99 minutes
- Dates de sortie : 
  - France : 6 décembre 1961
- Classification CNC : « tous publics », visa d'exploitation no 24552 délivré le 29 novembre 1961
- Affiche : Vanni Tealdi (France)

Les informations mentionnées dans cette section proviennent principalement des bases de données cinématographiques Ciné-ressources (Cinémathèque française), Centre national du cinéma et de l'image animée, Unifrance et IMDb.

## Distribution
- Jean-Pierre Talbot : Tintin
- Georges Wilson : le capitaine Haddock
- Georges Loriot : le professeur Tournesol
- Les frères Gamonal (VF : Jacques Dufilho) : Dupond et Dupont
- Dimítris Myrát (crédité Demetrios Myrat) (VF: Charles Millot) : Anton Karabine
- Marcel Bozzuffi : Angorapoulos
- Charles Vanel : le père Alexandre Timoshenko
- Dario Moreno : Midas Papos
- Dimos Starenios : Scoubidouvitch
- Michel Thomass : Yéfime
- Ulvi Uraz (VF : Albert de Médina) : M. Malik
- Henry Soya (VF : Lud Germain) : Clodion
- Max Elloy : Nestor
- Serge Marquand : le facteur
- Kamer Baba (VF : Daniel Emilfork) : le notaire
- Faik Coşkun : le cafetier
- ? (voix en VF de Daniel Emilfork) : l'inspecteur Attila Thai
- Guy-Henry : l'homme de main qui allume la mèche
- Marcel Policard : le portrait de Thémistocle Paparanic
- Le chien Ladeuche : Milou[5]
- Danseurs et musiciens folkloriques grecs de l'ensemble panégyrique dirigé par Dóra Strátou

## Production

### Attribution des rôles
Le jeune moniteur de sport Jean-Pierre Talbot est engagé pour incarner Tintin. Il n'est pas doublé dans les cascades, hormis pour la séquence avec l'hélicoptère et certaines vues sous-marines. Les frères Gamonal, des notables espagnols qui interprètent Dupond et Dupont, sont crédités « Incognito » au générique. Georges Loriot, interprète du professeur Tournesol est un ancien artiste du cirque Medrano.

### Tournage
Le film a été tourné aux studios de Boulogne-Billancourt (Hauts-de-Seine) et en extérieurs en Turquie (Istanbul, Bosphore), en Grèce (Athènes, Le Pirée, monastère d’Agía Triáda dans les Météores, Héraion de Pérachora dans le golfe de Corinthe) et près du Lavandou (Var) pour les vues sous-marines.
Le site de l'Héraion de Perachora est utilisé pour représenter l'île fictive de Thassika qui, d'après ses coordonnées géographiques, est censée se situer approximativement au nord de l'île Ándros. Le château de Villette à Condécourt (Val-d'Oise) représente le château de Moulinsart du capitaine Haddock bien que celui de la bande dessinée soit en réalité inspiré du château de Cheverny sans les ailes extérieures.

Quelques sites de tournage extérieur en Grèce
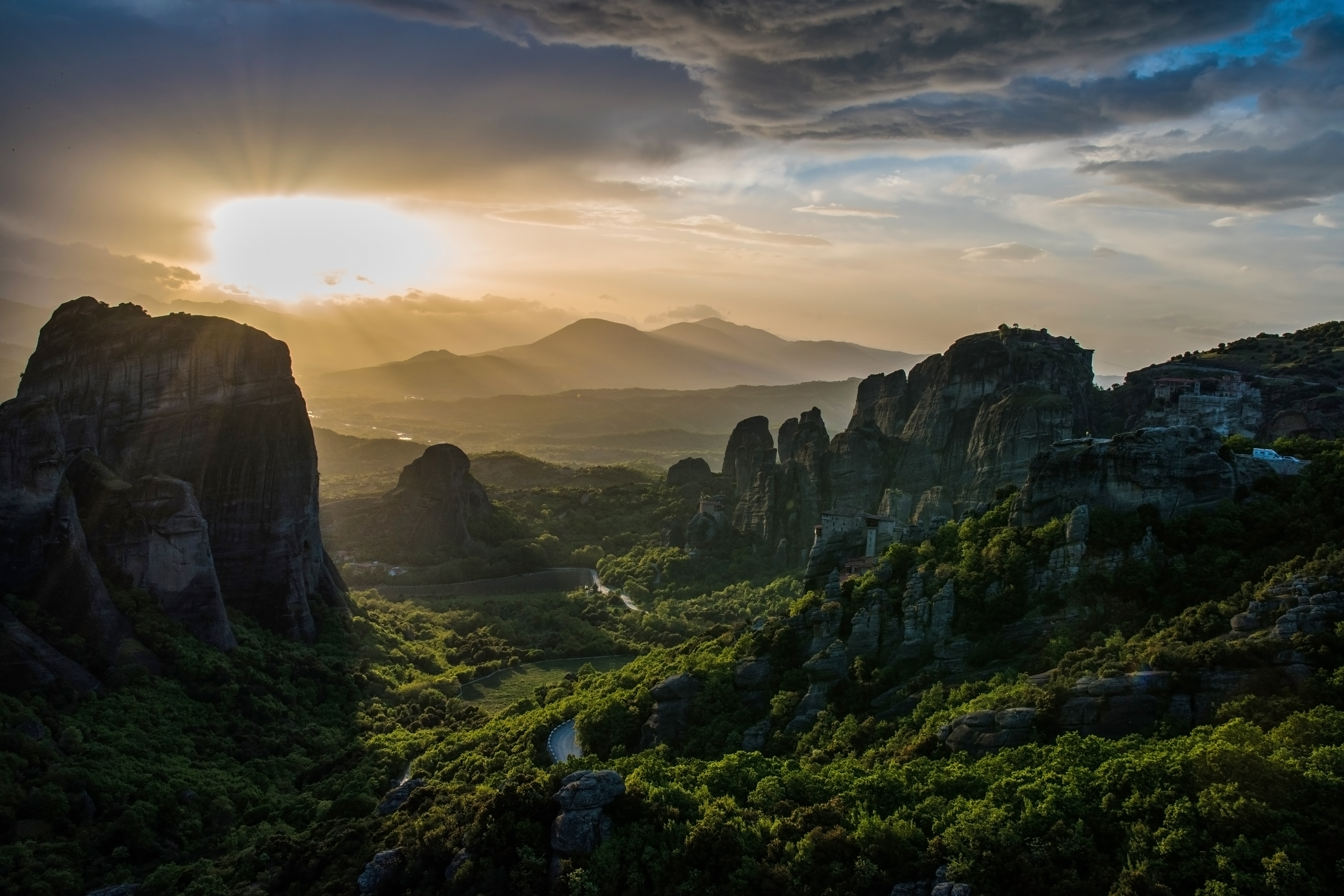
Les Météores
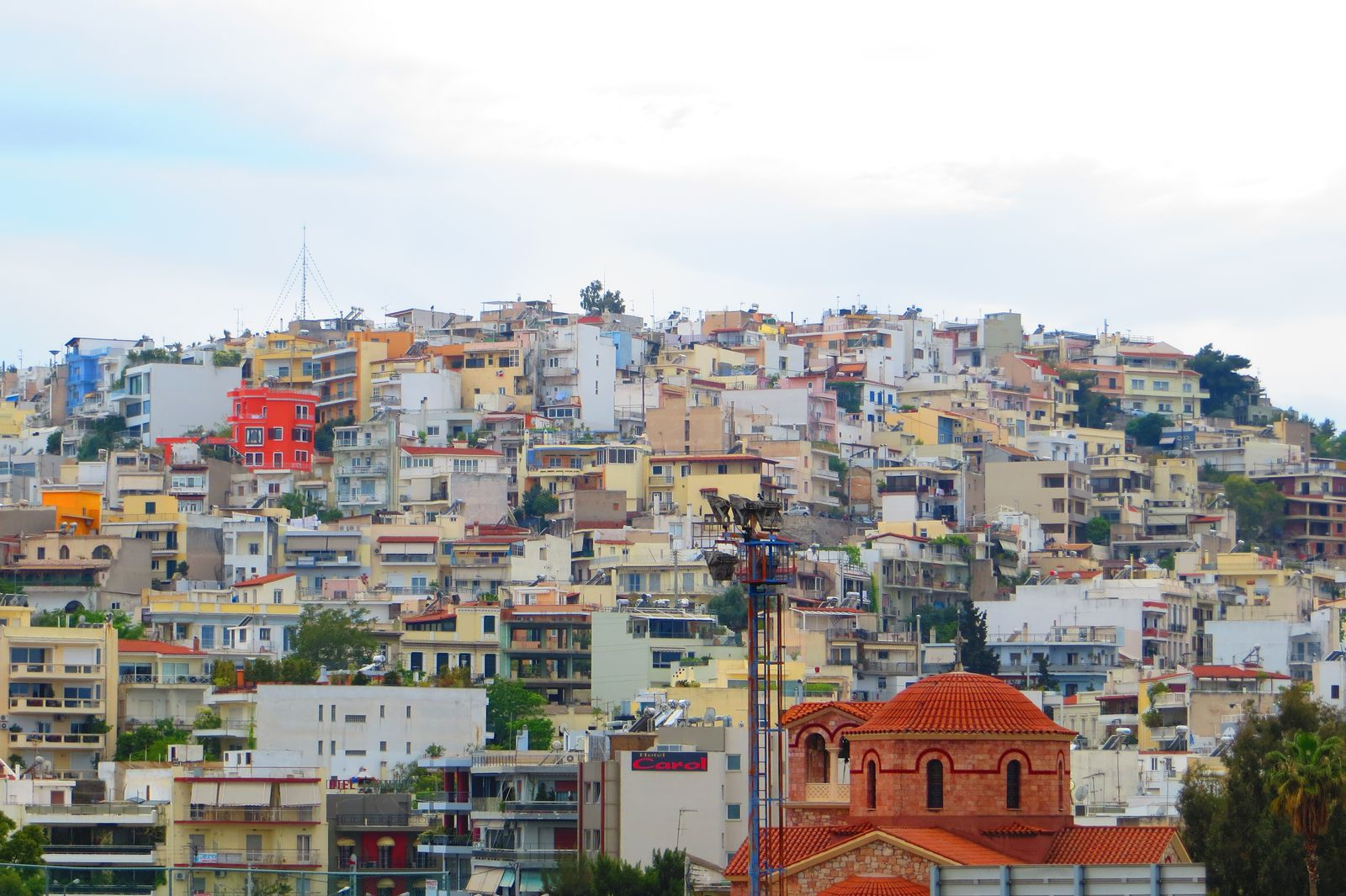
Panorama sur la ville du Pirée
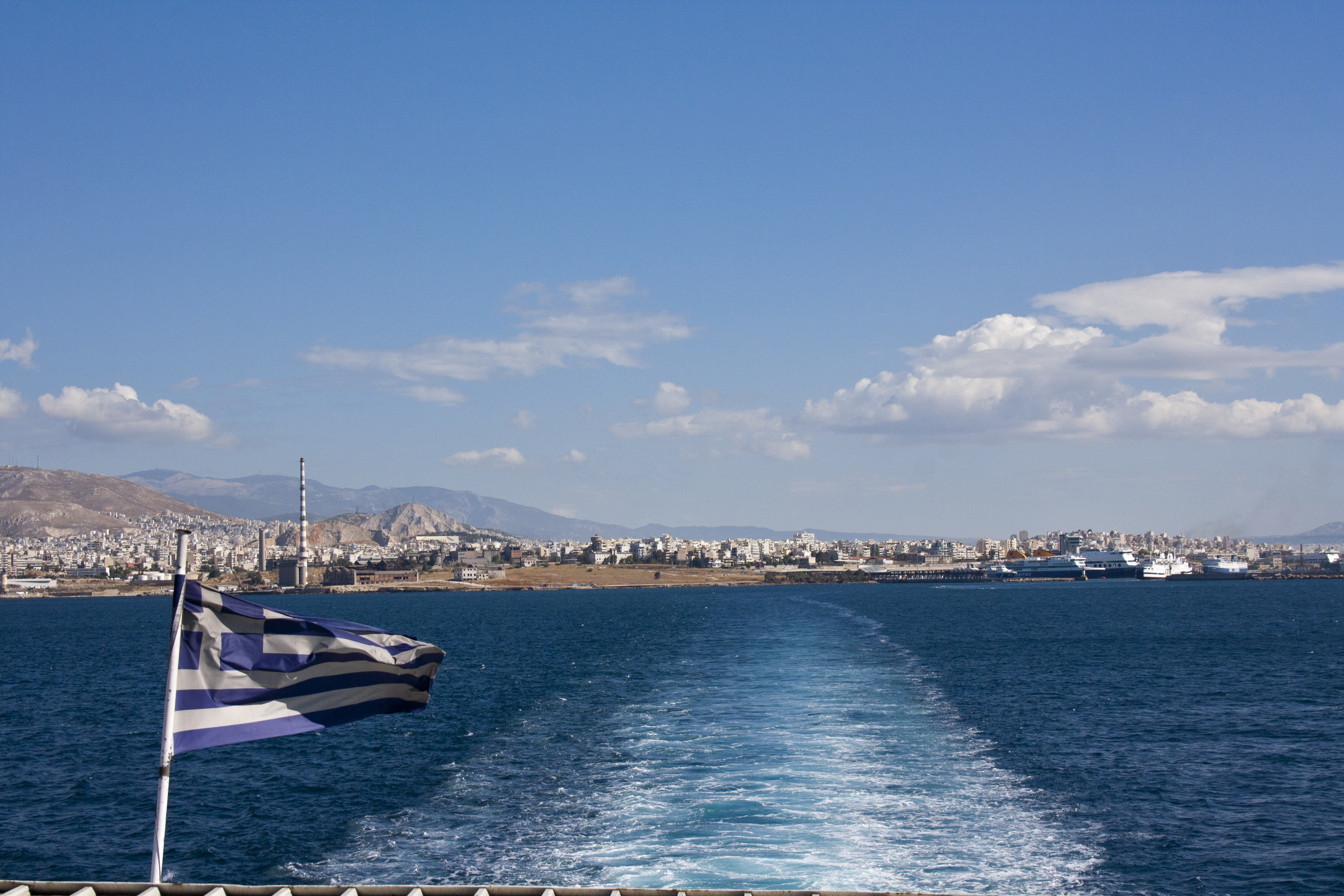
Panorama sur le port du Pirée
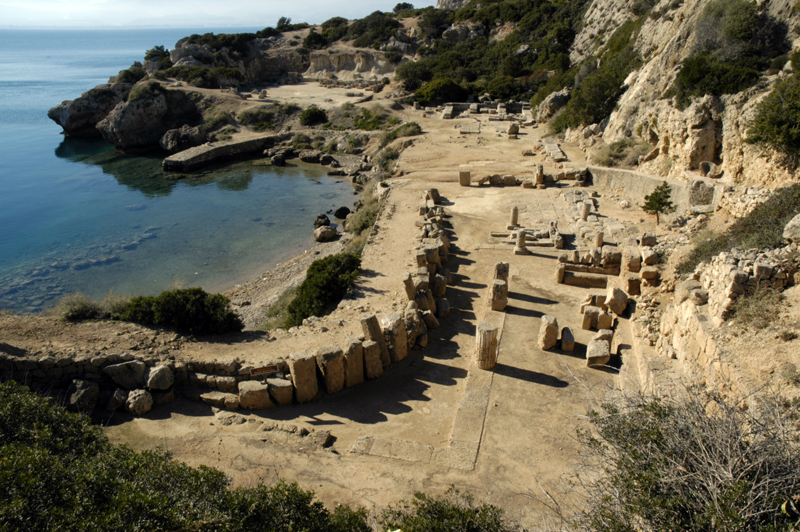
Héraion de Perachora
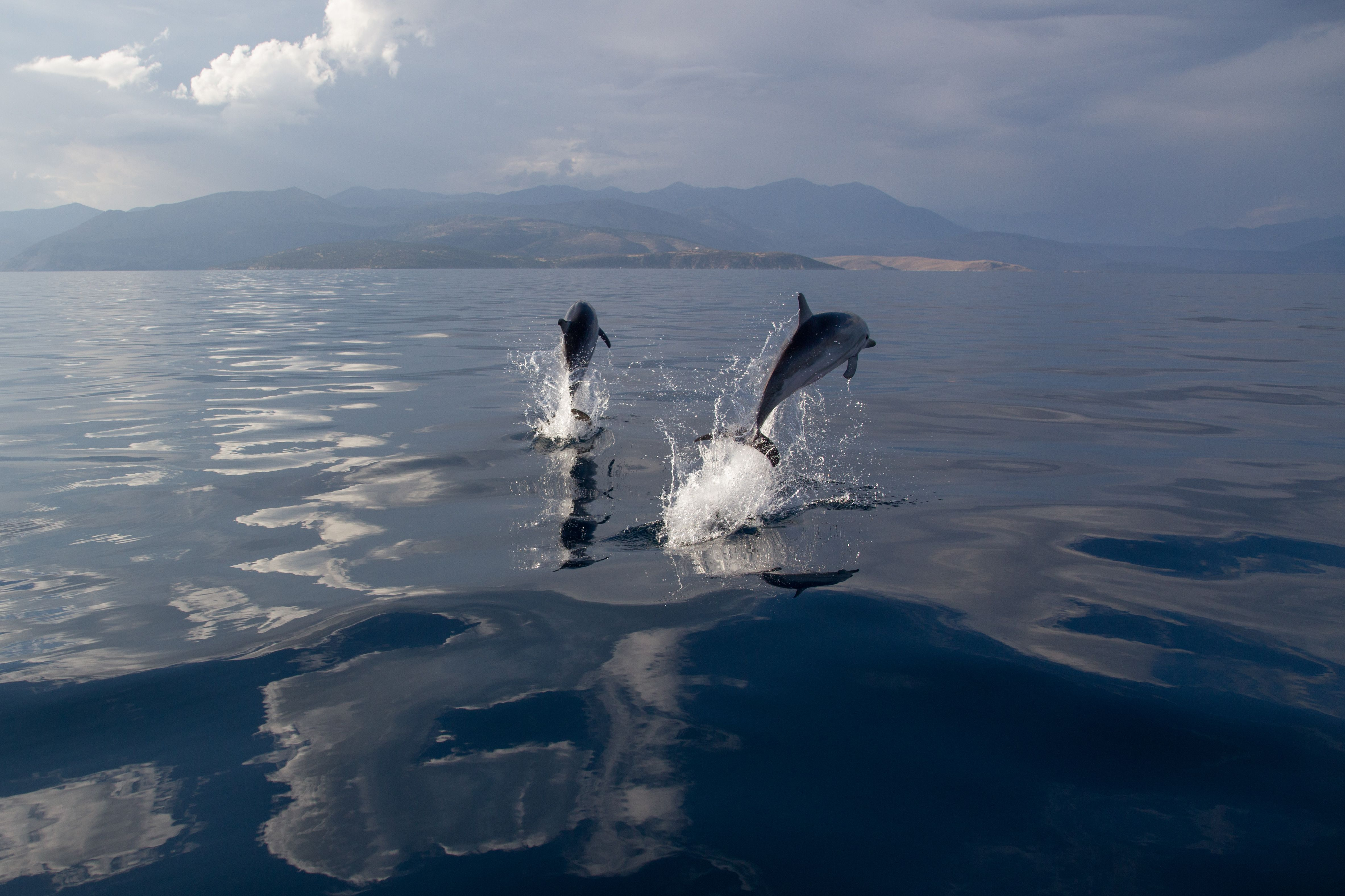
Dauphins dans le golfe de Corinthe
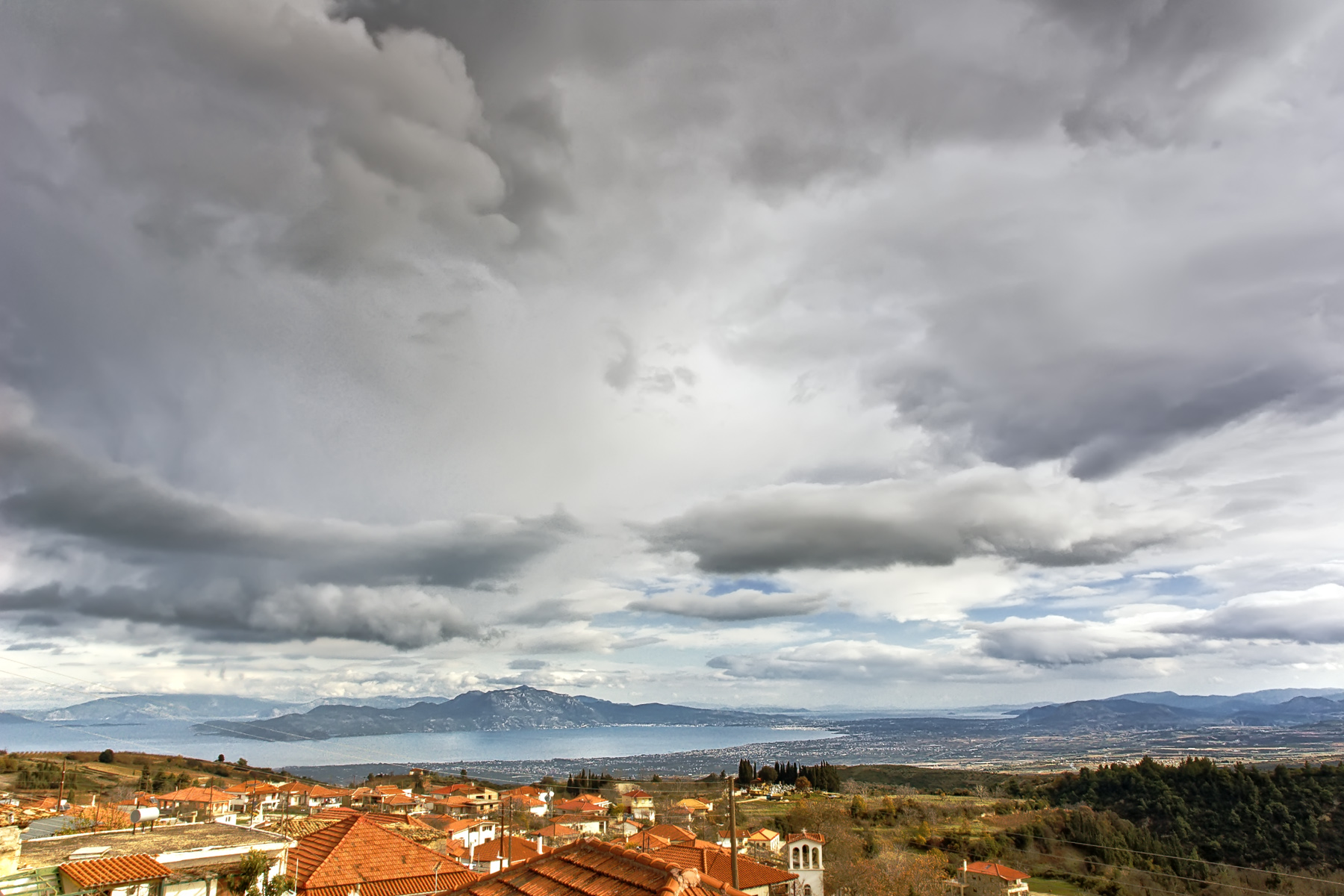
Panorama du golfe de Corinthe

## Musique
La musique d'André Popp semble s'inspirer des premières notes du 3e mouvement (polka) de la Suite pour orchestre de jazz no 2 de Dmitri Chostakovitch[réf. nécessaire].

## Analyse